# João Batista de Andrade
João Batista de Andrade (San Paolo (Brasile), 1º dicembre 1939) è un regista e sceneggiatore brasiliano.
Il suo film O homem que virou suco nel 1981 ha vinto il Gran Premio al Festival cinematografico internazionale di Mosca.

## Filmografia

### Regista
- Liberdade de Imprensa
- Cândido Portinari, o Pintor de Brodósqui
- Paulicéia Fantástica
- Gamal, O Delírio do Sexo (1970)
- Em Cada Coração um Punhal
- Eterna Esperança
- Vera Cruz, co-regia di Jean-Claude Bernardet (1972)
- Migrantes
- Restos
- Galiléia, Wilsinho
- Doramundo (1978)
- O homem que virou suco (1980)
- 1932/1982 - A Herança das Idéias
- A Próxima Vítima (1983)
- Céu Aberto
- O País dos Tenentes (1987)
- Panorama Historico Brasileiro
- Dudu Nasceu
- Bem Feito
- O Cego que Gritava Luz (1997)
- O Tronco (1999)
- Rua 6, Sem Número (2003)
- Por Um Fio
- Vlado - 30 Anos Depois
- Veias e Vinhos - Uma História Brasileira (2006)